# Desa Sumberjo (administrativ by i Indonesien, lat -7,10, long 111,70)
Desa Sumberjo är en administrativ by i Indonesien.   Den ligger i provinsen Jawa Timur, i den västra delen av landet, 500 km öster om huvudstaden Jakarta.